# Pandino
Pandino é uma comuna italiana da região da Lombardia, província de Cremona, com cerca de 7.792 habitantes. Estende-se por uma área de 22 km², tendo uma densidade populacional de 354 hab/km². Faz fronteira com Agnadello, Dovera, Monte Cremasco, Palazzo Pignano, Rivolta d'Adda, Spino d'Adda.
Tem duas frações comunais: Gradella e Nosadello.
Faz parte da rede das Aldeias mais bonitas de Itália.

## Pessoas notáveis
- Egidio Miragoli, (1955) bispo de Mondovì depois de 29 de setembro de 2017

## Demografia
| Variação demográfica do município entre 1861 e 2011                               |
|                                                                                   |
| Fonte: Istituto Nazionale di Statistica (ISTAT) - Elaboração gráfica da Wikipedia |